# 미란치 두 발리
미란치 두 발리(포르투갈어: Mirante do Vale)는 브라질 상파울루에 있는 마천루로, 높이는 170m, 층수는 51층, 면적은 75,000m2이다. 1959년부터 1960년까지 건설되었다.

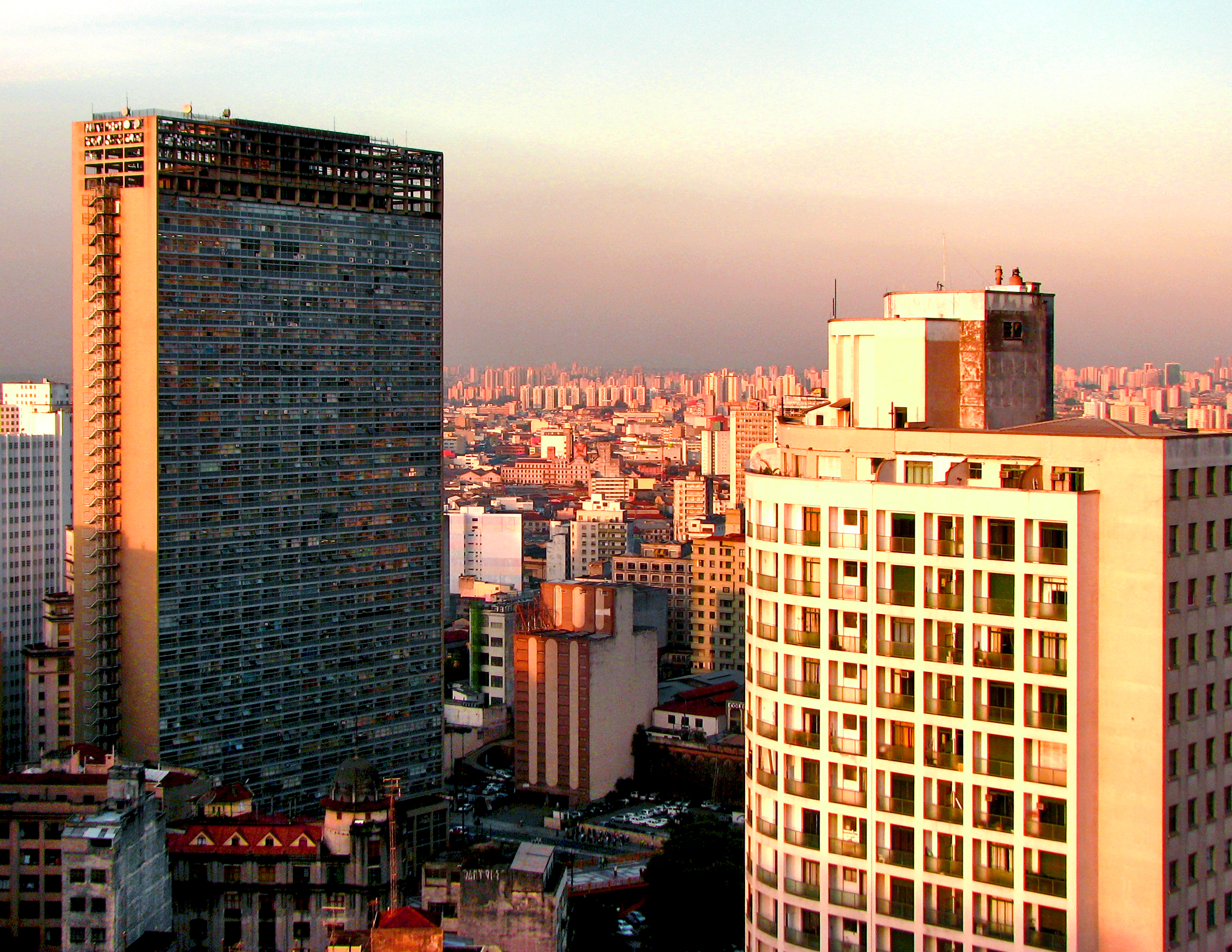
석양
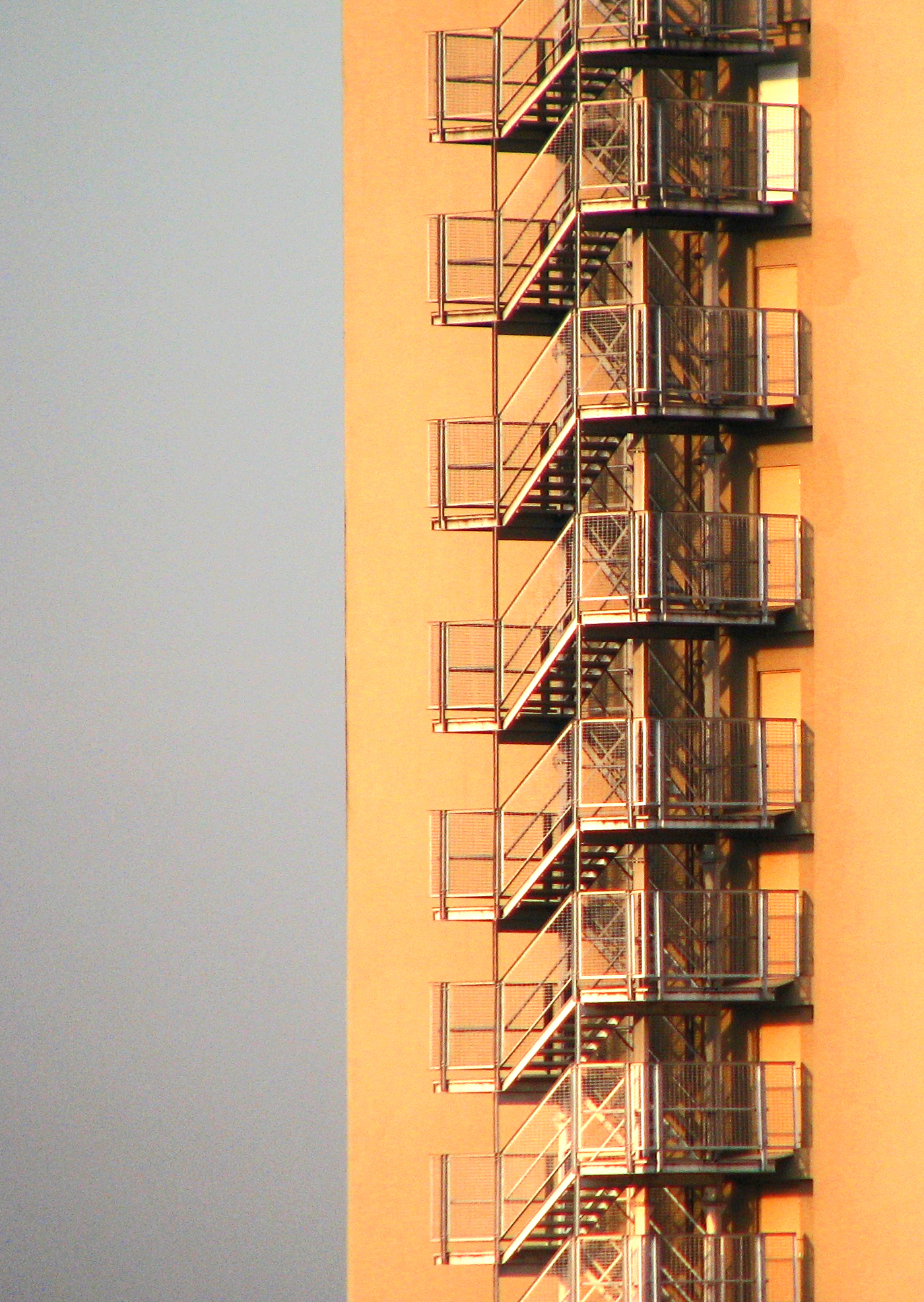
비상구
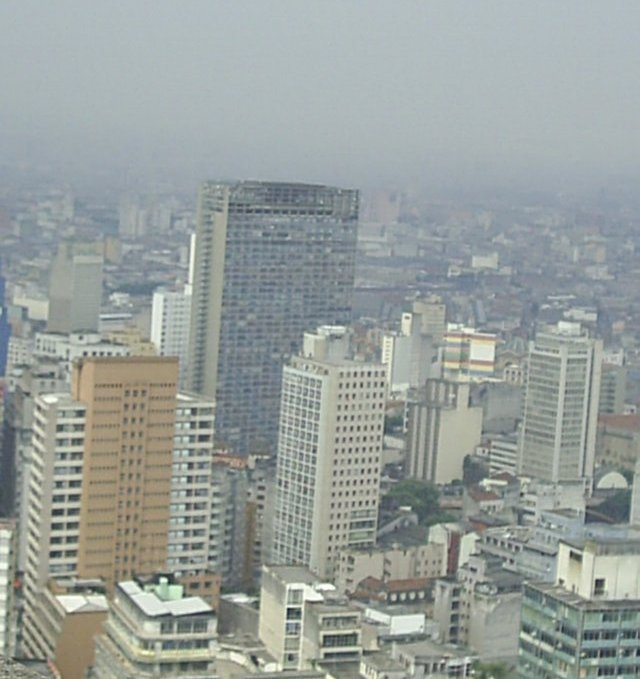
건물 전경
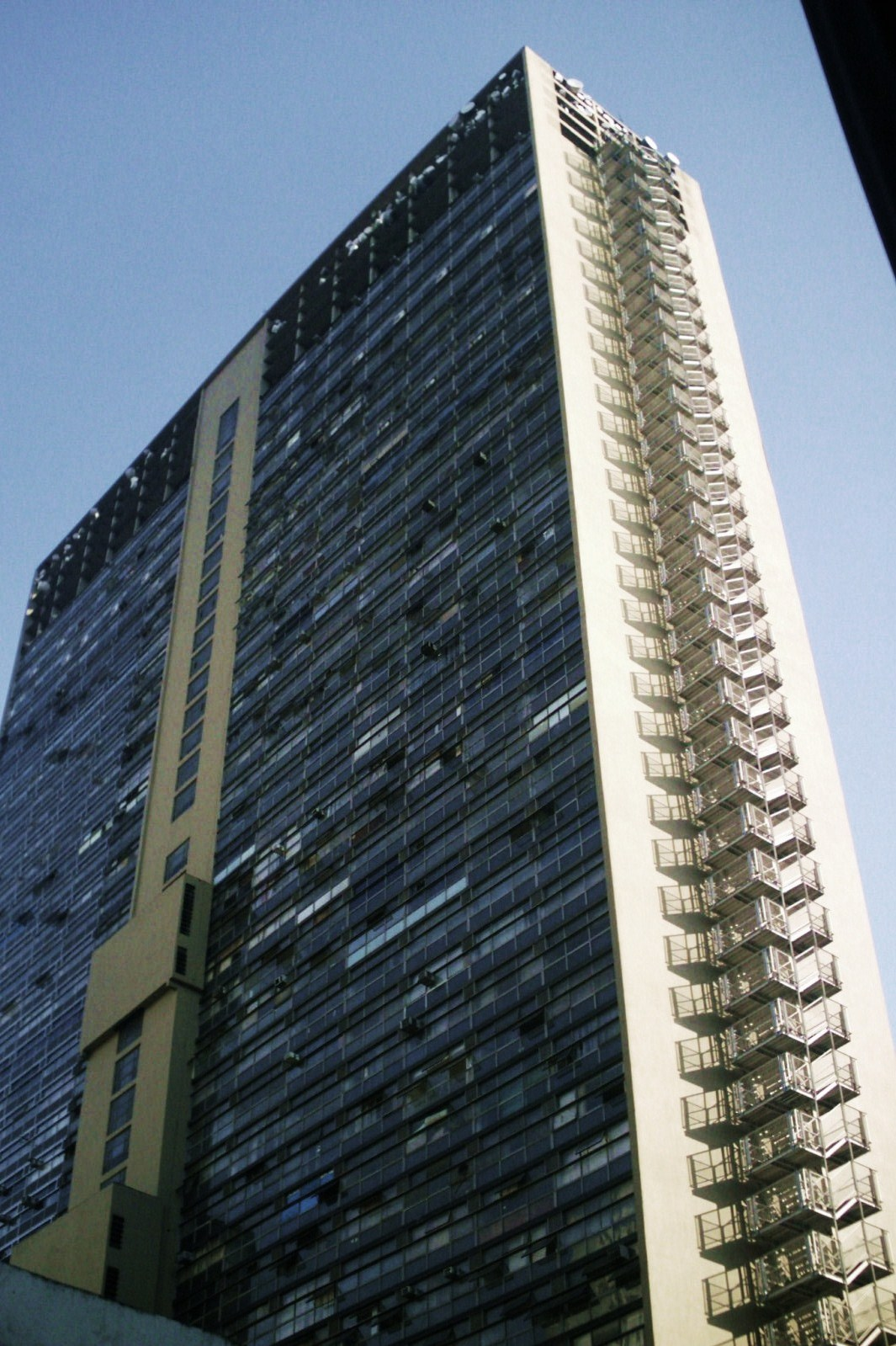
건물 전경
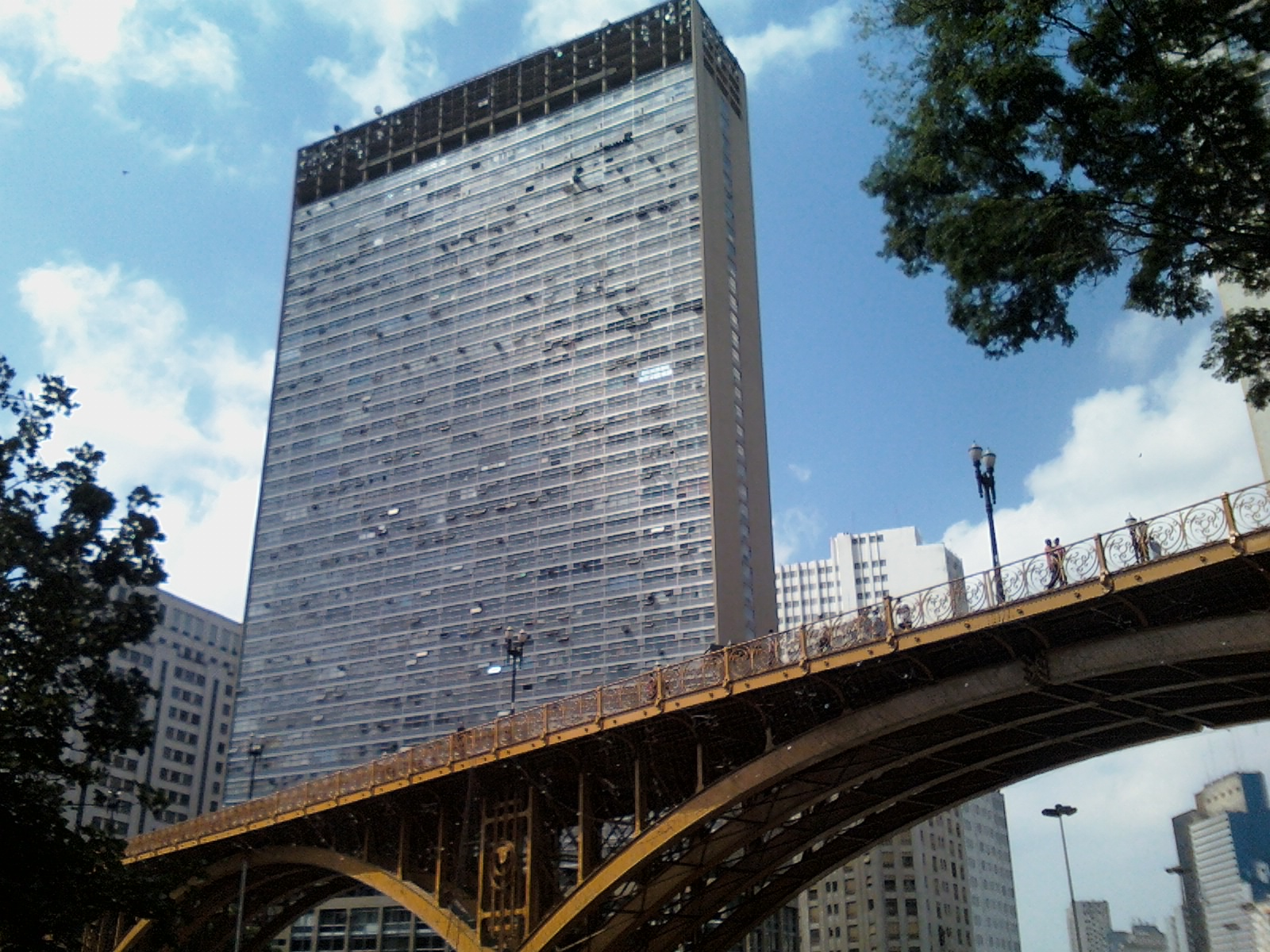
건물 전경
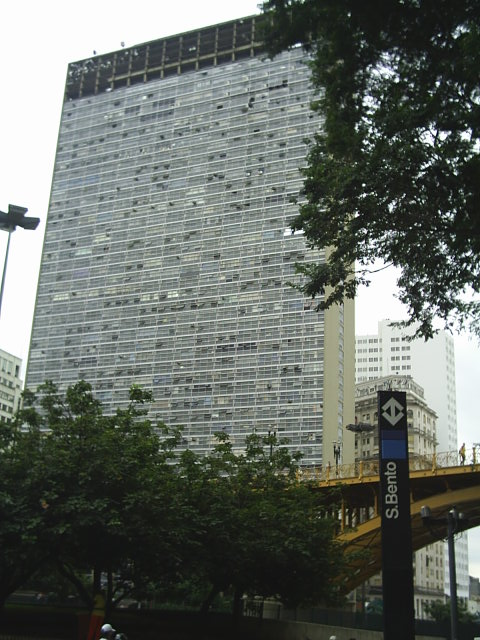
건물 전경

## 같이 보기
- 남아메리카의 마천루 목록
- 브라질의 마천루 목록